# Waldbahn Szilvásvárad
| Arbeitslok der Waldbahn |                         |                                   |                                   |
| Kursbuchstrecke (MÁV): | 323                     |                                   |                                   |
| Spurweite: | 760 mm (Bosnische Spur) |                                   |                                   |
| |                         |                                   |                                   |
| \| \| \| von Putnok \| \| \| \| Szilvásvárad \| \| \| \| nach Eger \| \| \| \| Szalajkavölgy-Lovaspálya \| \| \| \| Szalajka-Fatelep \| \| \| \| Szalajka \| \| \| \| ehemaliges Waldbahnnetz \| \| \| \| Szalajka-Halastó \| \| \| \| Szalajka-Fátyol-vízesés \| \| \| \| Istállóskő-Ősemberbarlang feljáró \| |                         |                                   |                                   |
| Strecke von links |                         | von Putnok                        | von Putnok                        |
| Bahnhof |                         | Szilvásvárad                      | Szilvásvárad                      |
| Abzweig ehemals geradeaus und nach rechts |                         | nach Eger                         | nach Eger                         |
| Strecke (außer Betrieb) · Kopfbahnhof Streckenanfang (Strecke außer Betrieb) |                         | Szalajkavölgy-Lovaspálya          | Szalajkavölgy-Lovaspálya          |
| Betriebs-/Güterbahnhof Streckenende (Strecke außer Betrieb) · Kopfbahnhof Strecke bis hier außer Betrieb |                         | Szalajka-Fatelep                  | Szalajka-Fatelep                  |
| Brücke über Wasserlauf |                         | Szalajka                          | Szalajka                          |
| Abzweig geradeaus und ehemals nach links |                         | ehemaliges Waldbahnnetz           | ehemaliges Waldbahnnetz           |
| Bahnhof |                         | Szalajka-Halastó                  | Szalajka-Halastó                  |
| Kopfbahnhof Strecke ab hier außer Betrieb |                         | Szalajka-Fátyol-vízesés           | Szalajka-Fátyol-vízesés           |
| Kopfbahnhof Streckenende (Strecke außer Betrieb) |                         | Istállóskő-Ősemberbarlang feljáró | Istállóskő-Ősemberbarlang feljáró |

Die Waldbahn Szilvásvárad ist ein ehemaliges Streckennetz von Schmalspurbahnen mit einer Spurweite von 760 mm im Komitat Heves in Ungarn. Das heute touristisch genutzte verbliebene Reststück führt von Szilvásvárad am Rand des Bükk-Nationalparks zu den vier Kilometern entfernten Schleierwasserfällen am Ende des Szalajka-Tals.

## Geschichte
Nach Eröffnung der Bahnstrecke Eger–Putnok im Jahr 1908 beschloss ein Großgrundbesitzer aus Szilvásvárad, seine Waldgebiete mit einer Waldbahn zu erschließen. Auf der Hochfläche wurde eine Pferdebahn mit 600 mm Spurweite angelegt, mit der das geschlagene Holz zusammengezogen und über eine 800 m lange Holzriese zur 300 m tiefer verlaufenden Schmalspurbahn befördert wurde. Am Ortsrand von Szilvásvárad wurde eine Ladestelle eingerichtet, die den Anschluss an die Normalspurstrecke herstellte.
Da die Pferdebahn dem steigendem Holzbedarf bald nicht mehr gerecht wurde, wurde zwischen 1920 und 1921 eine weitere Stichbahn angelegt. Die Riese wurde durch einen 650 m langen zweigleisigen Schrägaufzug mit 760 mm Spurweite ersetzt, der einen Höhenunterschied von 200 m überwand. Auf der Pferdebahn wurden zwei Dampflokomotiven eingesetzt. Der anfängliche Betrieb des Schrägaufzuges sowie die unterschiedlichen Spurweiten der Berg- und Talstrecke erforderten ein Umladen des Holzes an der Berg- und Talstation. 1948 wurden die Bahnen als Szilvásváradi Állami Erdei Vasút (SZÁEV) verstaatlicht und die obere Strecke auf 760 mm Spurweite umgebaut. Auch konnten nun die Wagen der Waldbahn mit dem Schrägaufzug befördert werden, sodass ein Umladen nicht mehr nötig war und sich die Transportleistung verdoppelte.
1953 wurde als Ausflugsverkehr zu den Wasserfällen und Höhlen im Szalajka-Tal der Personenverkehr auf einer der Strecken eingeführt. Ab den 1960er Jahren kamen im Holztransport vermehrt Lastkraftwagen zum Einsatz und 1967 endete der Güterverkehr mit der Eisenbahn. Die Waldbahnstrecken wurden daraufhin stillgelegt, der Schrägaufzug erhielt den Status eines technischen Denkmals. Lediglich das etwa fünf Kilometer lange Teilstück zu den Schleierwasserfällen sollte für den Tourismus erhalten bleiben. Um diesen zu fördern, wurde 1967 der Haltepunkt Szilvásvárad-Szalajkavölgy an der Bahnstrecke Eger–Putnok eingerichtet; schon 1968 verzeichnete die Bahn 59.000 Fahrgäste. Die Ladestelle zur Normalspurbahn am Bahnhof Szalajka-Fatelep wurde jedoch auch noch bis in die 1990er Jahre genutzt. Heute beträgt die Streckenlänge der Bahn 3,6 km.

## Streckenbeschreibung

Szalajka-Eisenbahn; ehemalige Waldbahnstrecken nach Bánkút und ins Gebiet des Istállos-kő als einfache Linie, die Touristenbahn zu den Schleierwasserfällen als Doppellinie gezeichnet

Die ehemalige Strecke zur Hochfläche des Bükk musste einen Höhenunterschied von etwa 400 m überwinden. Sie zweigte am Bahnhof Halastó in einem Bogen von der heutigen Touristenbahn ab. Die Trasse stieg am östlichen Hang an, bog um einen Bergsporn nach Süden ins Tótfalu-Tal, schwenkte nach etwa einem Kilometer rechts ins Kukucsó-Tal ein und überquerte dieses nach einem halben Kilometer in einem 180°-Bogen auf einem Erddamm. Auf der anderen Talseite weiter ansteigend und durch einen Einschnitt zurück ins Tótfalu-Tal erreichte die Trasse eine Spitzkehre.
Wieder durch einen Einschnitt zurück ins Kukucsó-Tal führte die Trasse steiler als bisher (60–70 ‰) am Hang entlang bis zur Talstation des Schrägaufzuges. Dieser überwand den verbleibenden Höhenunterschied von 200 m bis zum Rand des Hochplateaus in einer Steigung von bis zu 650 ‰. Von der Talseite des Schrägaufzuges ist außer der schiefen Ebene heute nichts mehr zu erkennen, an der Bergstation sind jedoch neben zwei Gleisstücken und einem Rungenwagen die Anlagen des Schrägaufzuges mit Seiltrommel und einrückbarem Bremsvorgelege noch vorhanden. In jedem Gleis bestanden Schutzweichen, um das unbeabsichtigte Einfahren eines Wagens in die schiefe Ebene zu verhindern. Der beladene talwärtige Wagen wurde durch den Luftwiderstand eines schnell laufenden Flügelrades gebremst. Dieses war auch noch einige Jahre nach der Betriebseinstellung vorhanden. Ein Rest des Zugseils liegt noch in der schiefen Ebene und führt direkt auf die Seiltrommel. Das andere Ende führt von deren Unterseite zu dem Rungenwagen. Die Umlenkrollen für dieses Seilende fehlen oder sind im Gelände verschüttet. Am Seilbahngebäude gab es einen Wasserkran für die Dampflokomotiven, von dem noch Reste vorhanden sind. Das Wasser dafür wurde der Quelle am unteren Ende der schiefen Ebene entnommen.
Von der Bergstation verlief eine Trasse nach Westen zur ehemaligen Holzrutsche und die Haupttrasse weiter ansteigend nach Osten. Nach etwa einem halben Kilometer überquerte sie die Straße zum Parkplatz Olasz-kapu und wendete sich dann dem nördlichen Hang von Huta-bérc, Richtung Bánkút, zu. Weiter der heutigen Straße folgend, führte die Bahntrasse in Richtung Kis-virágos-hegy.
Auf der Trasse nach Bánkút verläuft heute ein Wanderweg. Bei Semmi-bérc zweigte nach rechts ein Gleis zu einem Holzplatz ab. Der letzte Teil der Trasse bei Bánkút ist im Gelände jedoch nur noch zu erahnen. Im Gegensatz zum Schrägaufzug und der Strecke zum Kis-Virágos-hegy ist die Strecke nach Bánkút relativ spät gebaut worden; auf einer Wanderkarte aus den 1930er Jahren ist sie noch nicht eingezeichnet.
Die Trassenführung der Strecke nach Kis-virágos-hegy auf der Wanderkarte aus den 1930er Jahren gibt die ursprüngliche, in von 600 mm Spurweite errichtete Pferdebahn wieder. Die heute sichtbaren Reste der Trasse weichen davon ab, was auf einen teilweisen Neubau während der Umspurung auf 760 mm Spurweite schließen lässt. Dort wo heute die Forststraße das Tal überquert zweigte eine Stichstrecke ab, die leicht ansteigend zur Südspitze des Kis-virágos-hegy führte. Die Haupttrasse führte in südlicher Richtung abwärts, bis sie nach knapp einem Kilometer am Hang des Vörös-kő-bérc die erste Haarnadelkurve beschrieb. Die Trasse verlief anschließend weiter in südlicher Richtung am Westhang des Virágos-sár-hegy entlang eine weite Mulde ausfahrend, um eine Bergnase herum, bis auf einen flachen Bergrücken des Kis-virágos-hegy wieder eine 270°-Kehre beschrieben wurde. Auch hier begann eine etwa 500 Meter lange Stichstrecke weiter dem Hang folgend. Eine weitere kurze Stichstrecke führte am Fuß des Vörös-kő-bérc entlang. Die andere Trasse endet ebenfalls nach etwa 500 m im Westhang des Kis-virágos-hegy.

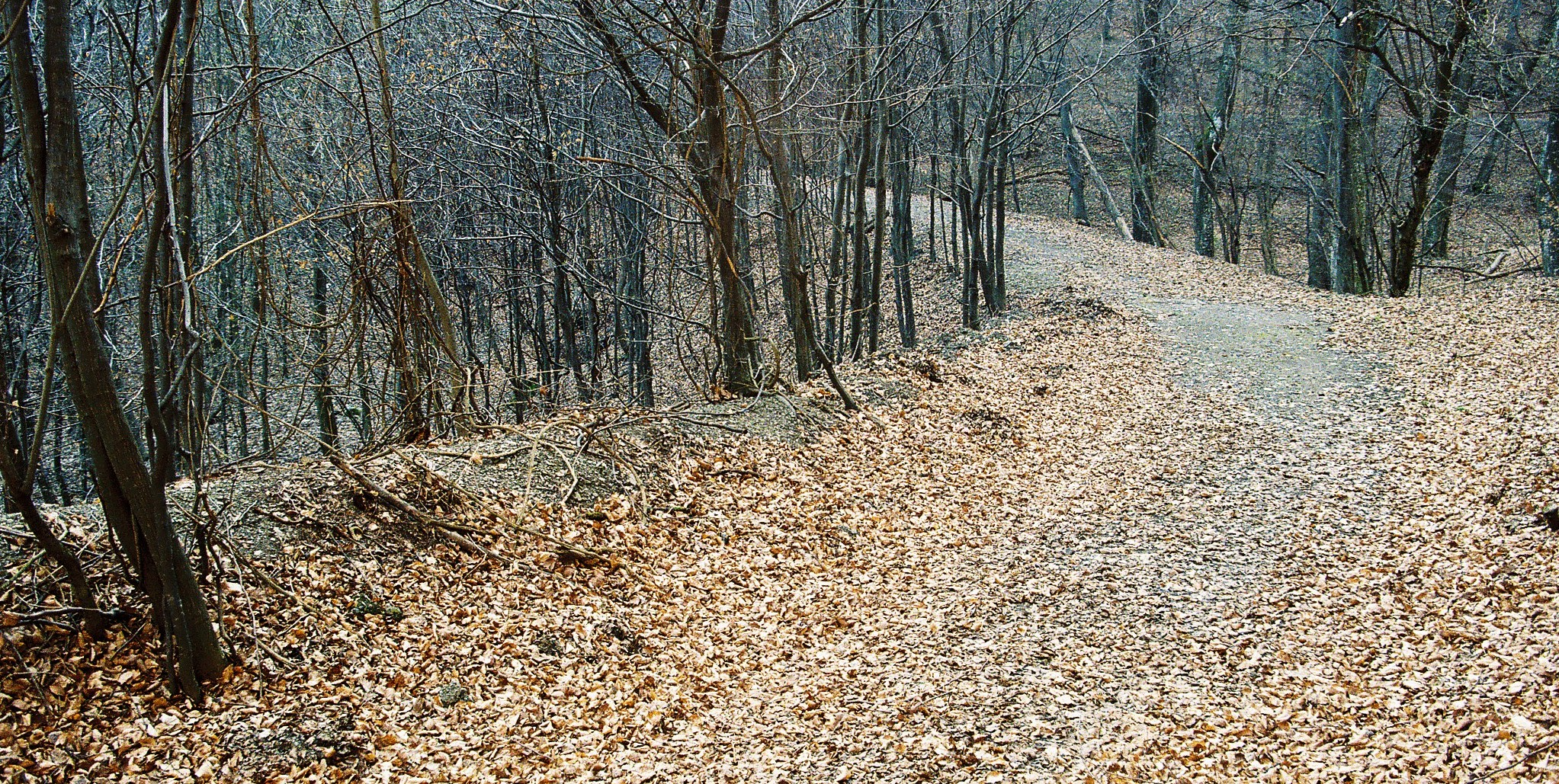
Der Erddamm im Kukucsó-Tal
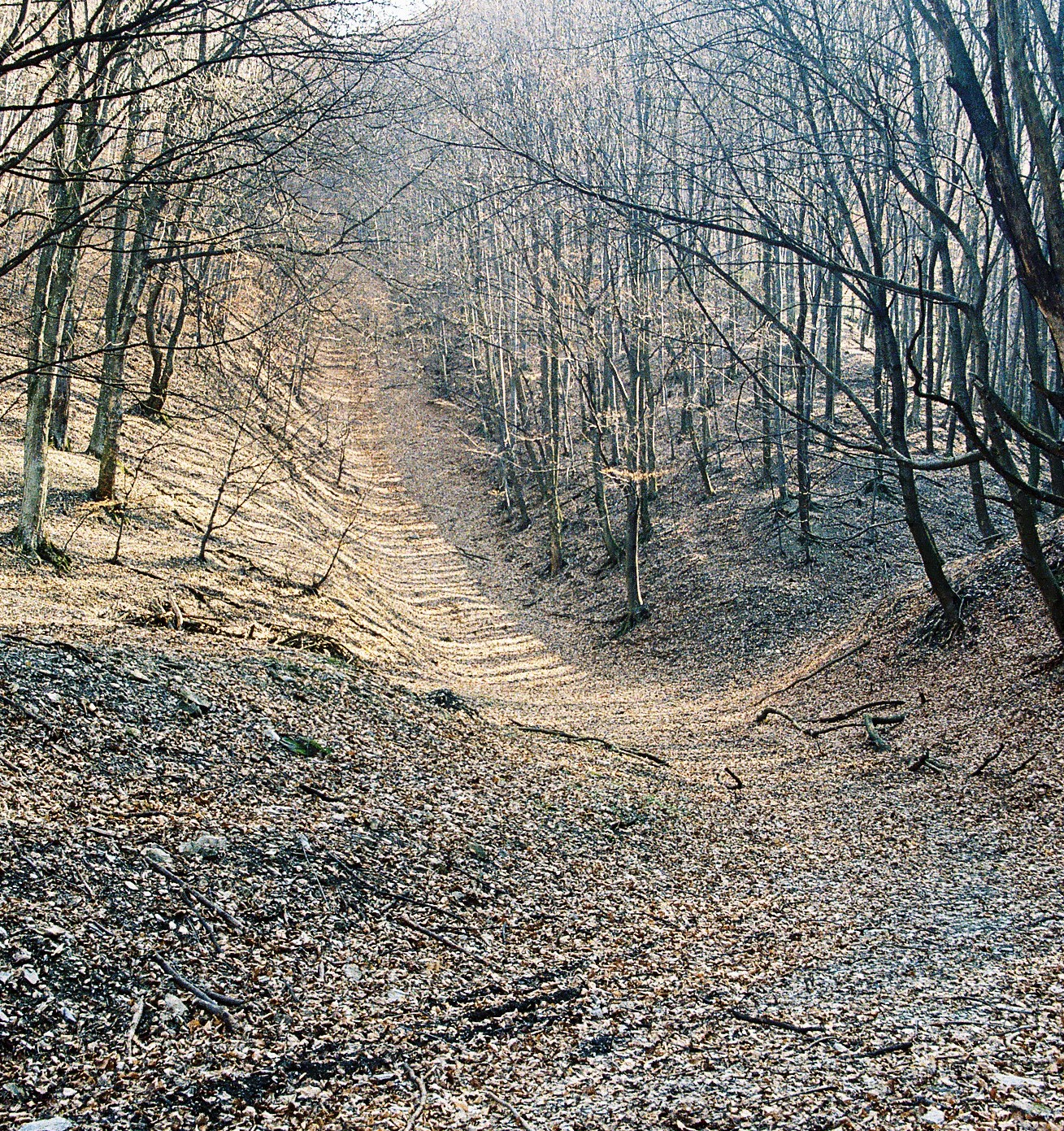
Der Schrägaufzug am Ende des Kukucsó-Tals
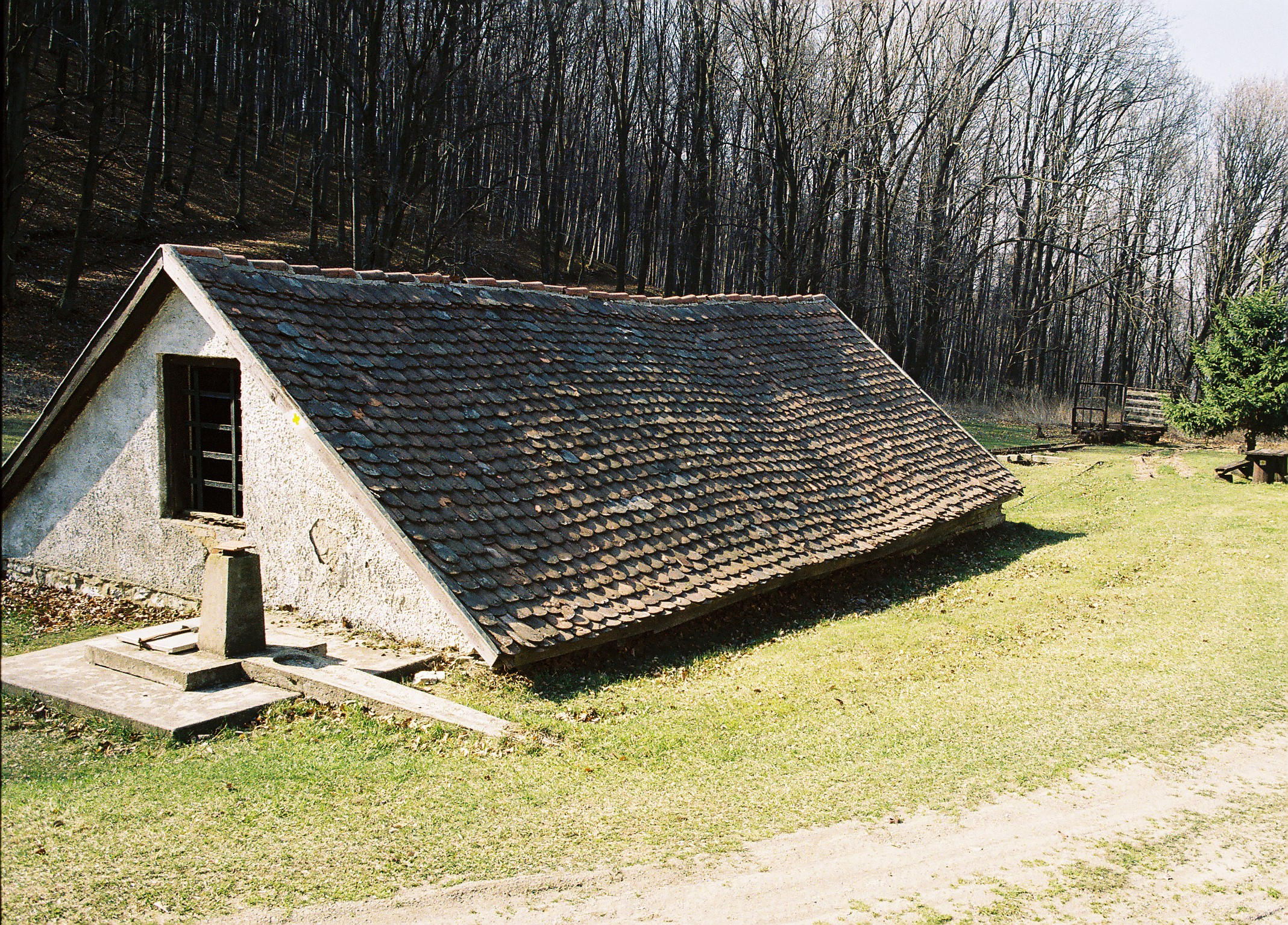
Die Bergstation des Schrägaufzuges
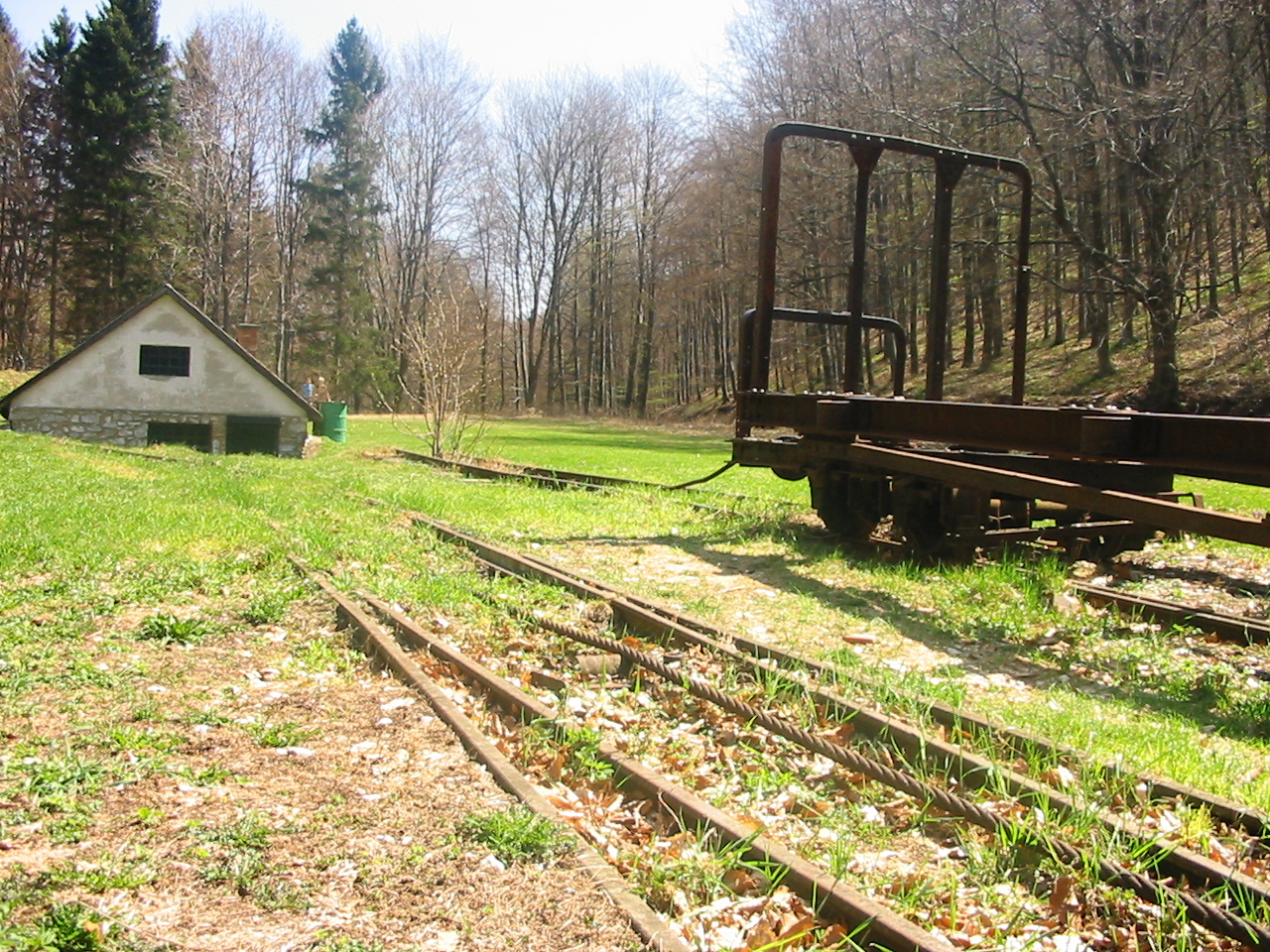
Gleisreste an der Bergstation
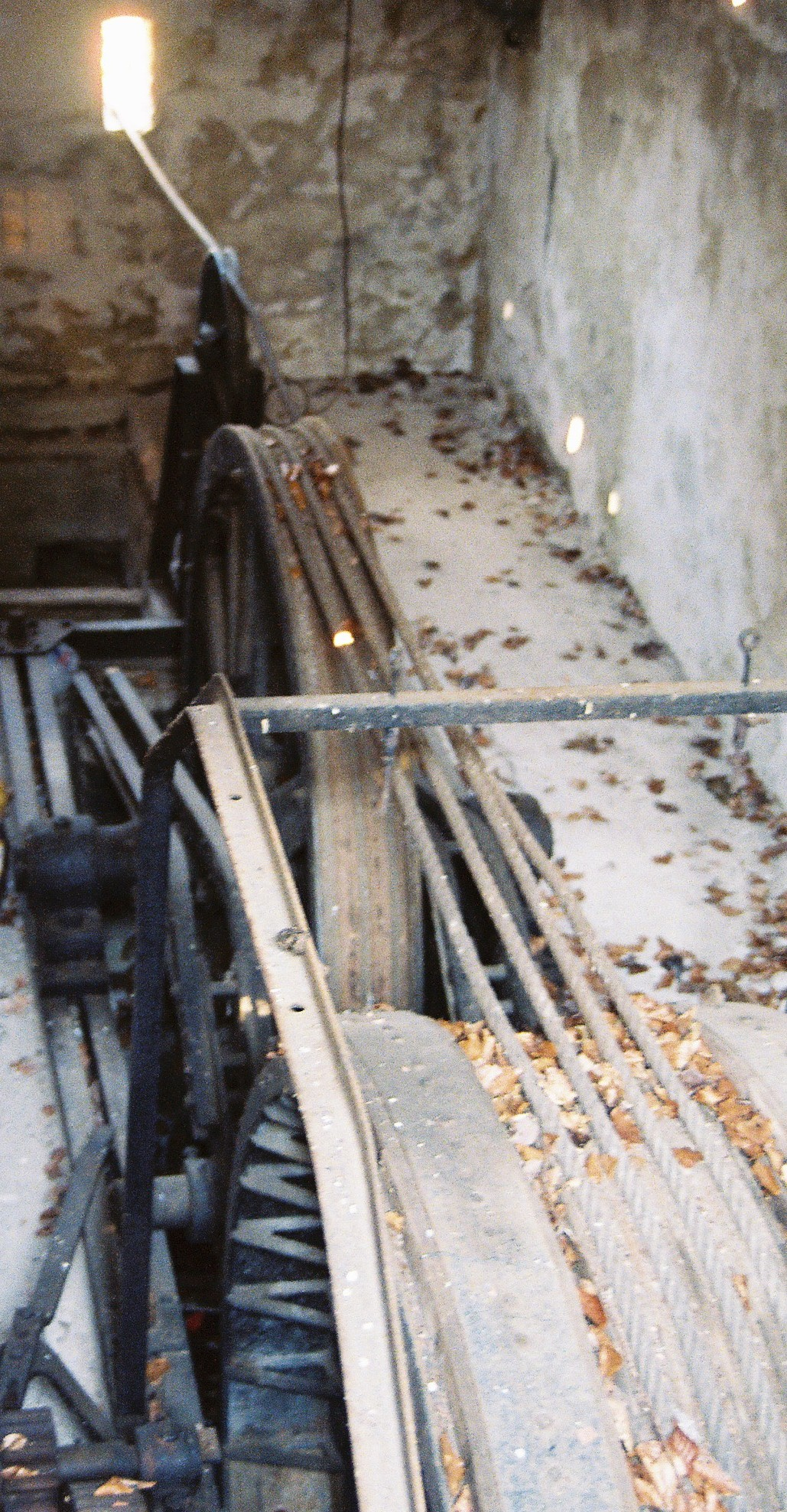
Die Seiltrommel in der Bergstation
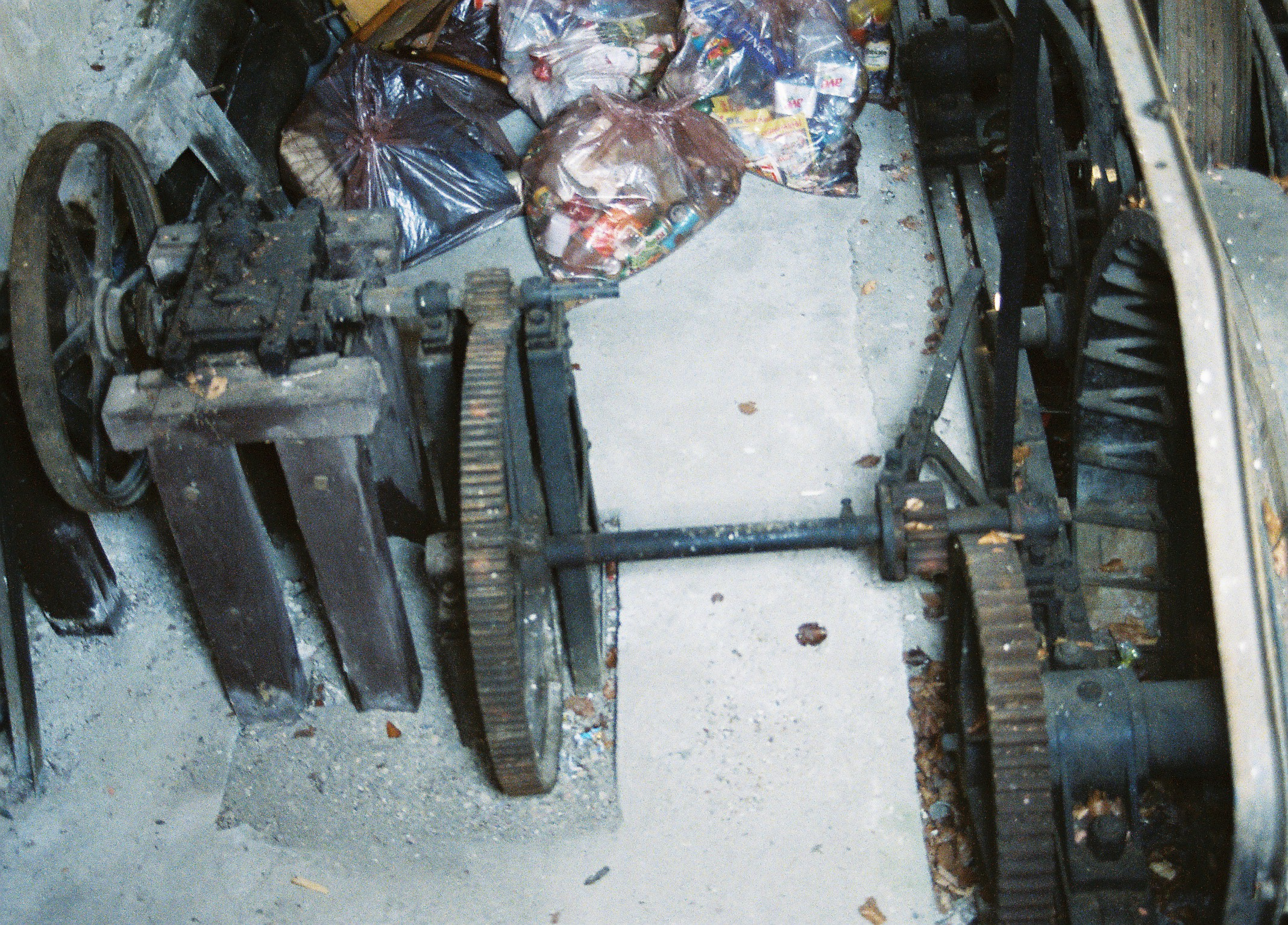
Teil des Bremsvorgeleges in der Bergstation
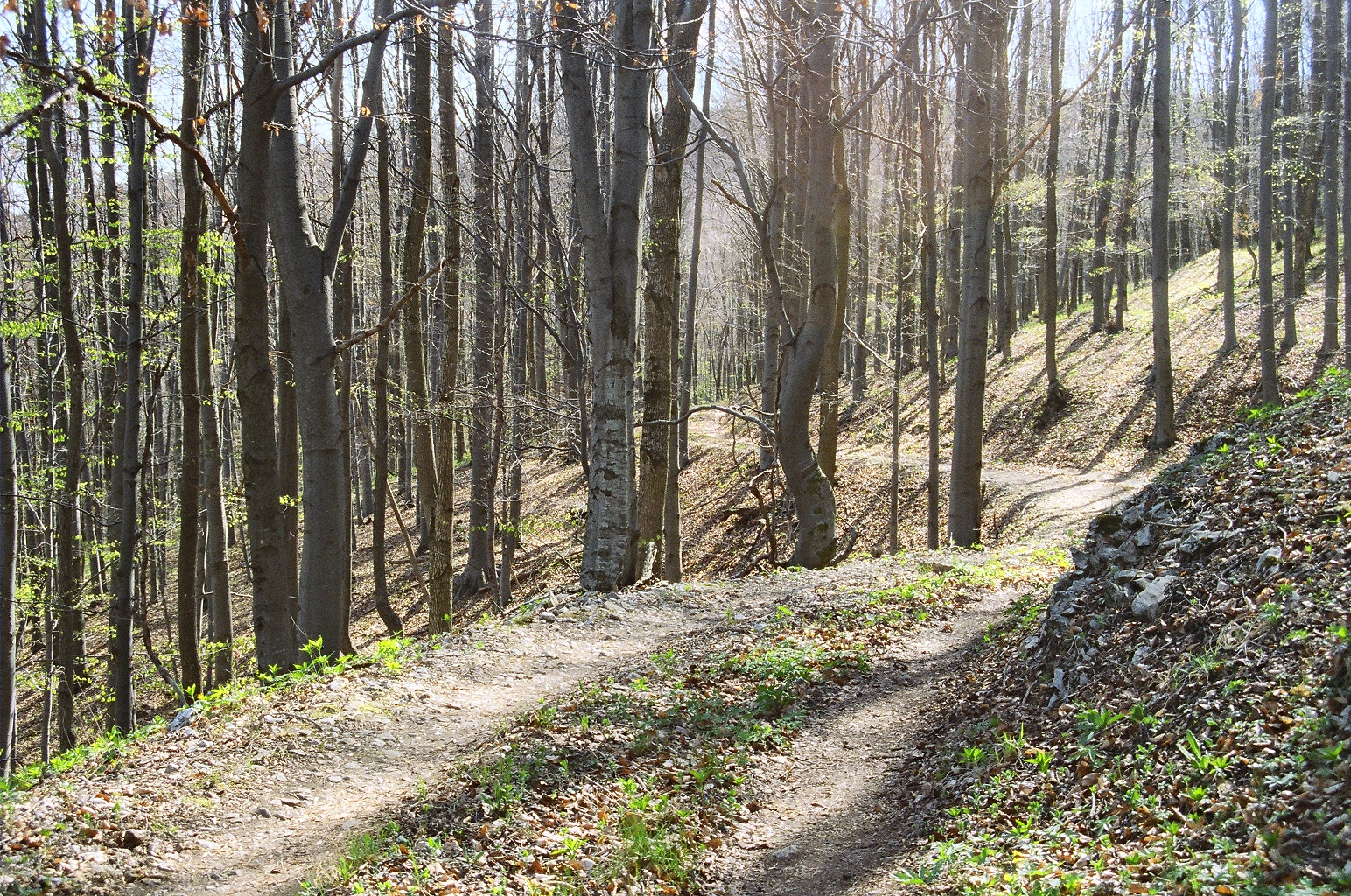
Waldbahntrasse am Vörös-kő-bérc

## Touristischer Betrieb

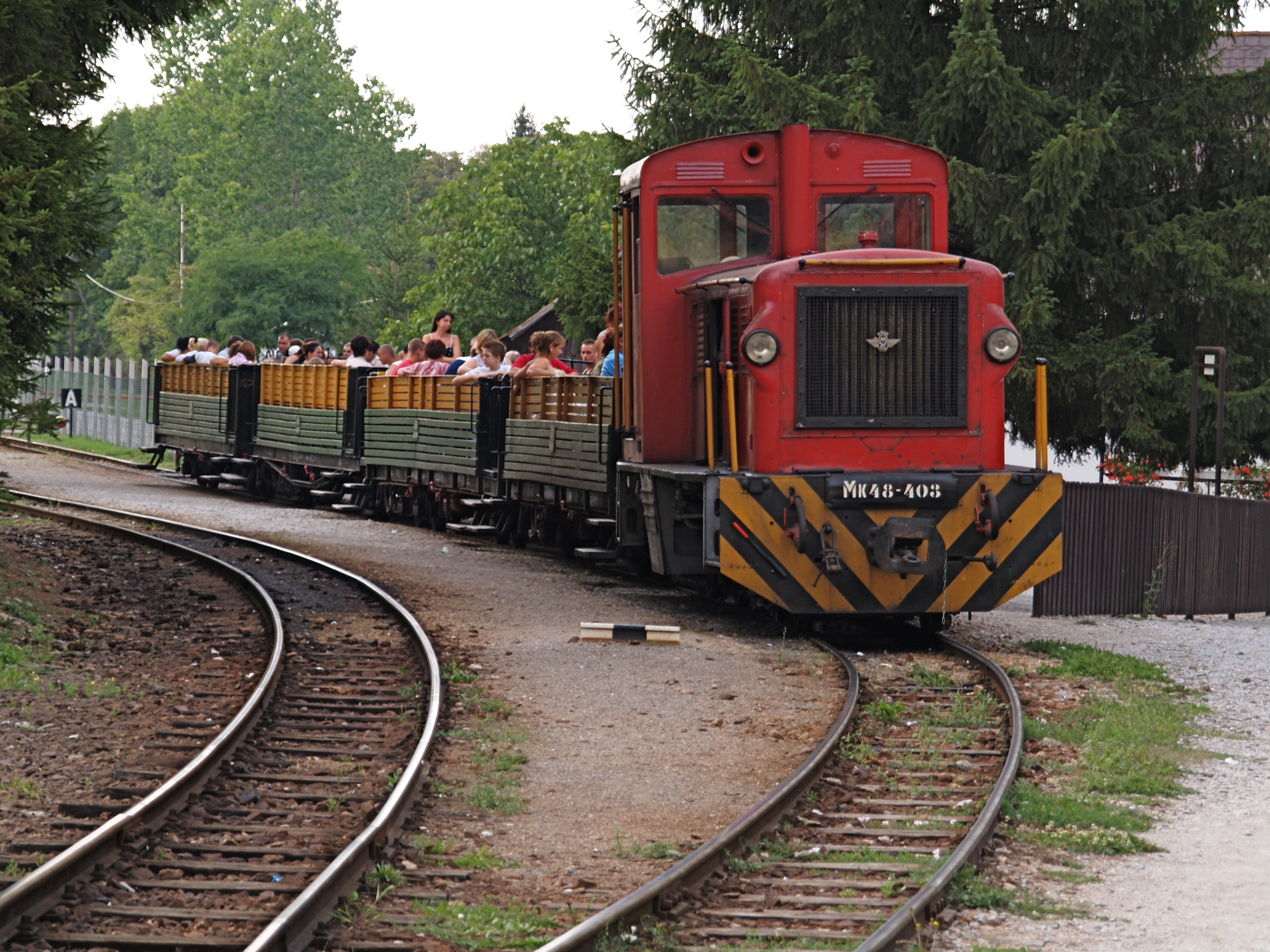
Mk48 403 mit Personenzug im Bahnhof Szalajka-Fatelep

Von Frühling bis Herbst verkehren täglich mehrere Züge zwischen Szalajka-Fatelep und Szalajka-Fátyol-vízesés. Dabei befördert die Bahn jährlich etwa 230.000 Fahrgäste. Betreiber ist die Forstbehörde Egererdő Zrt., die auch die Waldbahn Felsőtárkány sowie die Mátrabahn unterhält. Der Fahrzeugpark besteht aus einer Dampflokomotive sowie vier Diesellokomotiven, davon drei der Reihe Mk48.